# 内橋克人
内橋 克人（うちはし かつと、1932年7月2日 - 2021年9月1日）は、日本の経済評論家。

## 経歴
兵庫県神戸市生まれ。兵庫県立星陵高等学校、神戸商科大学（現・兵庫県立大学）商経学部卒業。神戸新聞記者を経て、1967年よりフリーとなる。2006年、第16回イーハトーブ賞受賞。2008年、第60回NHK放送文化賞受賞。2021年9月1日午後4時37分、急性心筋梗塞により神奈川県鎌倉市の病院で死去した。89歳没。
読売テレビ制作の「ウェークアップ!」のレギュラーコメンターを務めたほか、「九条の会」傘下の「マスコミ九条の会」呼びかけ人や、日本による対韓輸出優遇撤廃に反対する＜声明＞「韓国は「敵」なのか」呼びかけ人の1人となった。

## 主張
日本の高度経済成長を支えた現場の技術者たちを活写した『匠の時代』で脚光を浴び、『「技術一流国」ニッポンの神話』では、技術立国で向かうところ敵なしと言われていた日本経済が大量生産・大量消費を前提とした量産効果に依存しているという弱点を抱えていることを指摘し、主流の技術評論家や経済評論家の楽観論を批判した。また、バブル崩壊後もよく唱えられている「改革」が剥き出しの市場原理主義に則っていて社会的費用を弱者に転嫁しかねないと指摘、アメリカ流の聖域なき構造改革に厳しく警鐘を鳴らし、その対抗思潮をいち早く展開した。のちに、市民事業や協同組合といった新しい生産・労働形態にもとづく「多元的経済社会」を提唱した。

## 著書
- 『外資のなかのニッポン』三一書房・三一新書 1968
- 『恐るべき外資企業 高収益商法の秘密』エール出版社 1971
- 『外資商法で儲けろ 超高収益商法から学ぶもの』エール出版社 1972
- 『優績店への挑戦 ドキュメント 地域密着化に成功した銀行支店の記録』近代セールス社 1972
- 『挑戦する幹部 「管理から指揮へ」のリーダーシップ』日本能率協会 MSDシリーズ 1974
- 『伝説の日本人 明治・大正・昭和"型やぶり人間"考』ダイヤモンド社 1975　「破天荒企業人列伝」新潮文庫、「日本資本主義の群像」現代教養文庫
- 『危機こそ好機である 売上アップの逆転商法』文潮出版 マネーシリーズ 1976
- 『「安宅崩壊」以後これからの昇進・仕事・人間関係』徳間書店 1978
- 『恐慌 サラリーマン恐怖時代 ドキュメント』東洋経済新報社 Vブックス 1978　のち新潮文庫、現代教養文庫
- 『匠の時代 先駆的開発者たちの実像』サンケイ出版 1978　のち講談社文庫、岩波現代文庫
- 『続・匠の時代』サンケイ出版 1978　のち講談社文庫
- 『続々・匠の時代』サンケイ出版 1979　のち講談社文庫
- 『経営の匠・その生き方 「企業新世代」を拓く経営テクノクラートの実像』サンケイ出版 1980
- 『続々々・匠の時代』サンケイ出版 1980
- 『続々続々・匠の時代』サンケイ出版 1980
- 『新・匠の時代1（「生命の海」を拓く）』サンケイ出版 1980　のち文春文庫
- 『ニッポン地球時代 匠・海外篇』1-3　日本経済新聞社 1981-82
- 『幻想の「技術一流国」ニッポン』プレジデント社 1982　のち新潮文庫、「「技術一流国」ニッポンの神話」現代教養文庫
- 『新・匠の時代2（インターフェロンから核融合まで）』サンケイ出版 1982
- 『社長辞典』サンケイ出版 1983
- 『日本エネルギー戦争の現場』講談社 1984
- 『考える一族 カシオ四兄弟・先端技術の航跡』新潮社 1985　のち文庫、「考える一族 : カシオ四兄弟・先端技術の航跡」岩波現代文庫
- 『「重厚長大」の復権 5年後,日本の企業はどうなっているか』講談社 1985　「「重厚長大」産業の復権」文庫
- 『原発への警鐘』講談社文庫 1986
- 『ガンを告げる瞬間』新潮社 1987　のち講談社文庫
- 『「手法革命」の時代』中央公論社 1987　のち講談社文庫
- 『新・匠の時代』2　文芸春秋 1988
- 『ジャパン・システム激変の新図式 突然変わり出した不可欠構造』青春出版社プレイブックス 1988
- 『退き際の研究 企業内権力の移転構造』日本経済新聞社 1989　のち講談社文庫
- 『尊敬おく能わざる企業』光文社カッパ・ホームス 1991
- 『「革新」已む能わざる企業』光文社カッパ・ホームス 1992
- 『隗より始めよ 日本企業の生存条件』光文社カッパ・ホームス　1993
- 『破綻か再生か 日本経済への緊急提言』文芸春秋 1994　のち講談社文庫
- 『共生の大地 新しい経済がはじまる』岩波新書 1995
- 『内橋克人同時代への発言』全8巻　岩波書店、1998-99

1　日本改革論の虚実
2　「消尽の世紀」の涯に
3　実の技術・虚の技術
4　企業社会再生論
5　環境知性の時代
6　周縁の条理
7　九〇年代不況の帰結
8　多元的経済社会のヴィジョン
- 『同時代の読み方 私の読書術』岩波書店 2000
- 『不安社会を生きる』文藝春秋 2000　のち文庫
- 『浪費なき成長 新しい経済の起点』光文社 2000
- 『<節度の経済学>の時代 市場競争至上主義を超えて』朝日新聞社 2003　のち文庫
- 『もうひとつの日本は可能だ』光文社 2003　のち文春文庫
- 『「共生経済」が始まる 競争原理を超えて』日本放送出版協会 NHK人間講座 2005
- 『悪夢のサイクル ネオリベラリズム循環』文藝春秋 2006　のち文庫
- 『共生経済が始まる 世界恐慌を生き抜く道』朝日新聞出版 2009　のち文庫
- 『日本の原発、どこで間違えたのか』朝日新聞出版 2011
- 『荒野渺茫』第1-2部　岩波書店 2013

### 共編著
- 『KKニッポンを射る』佐高信共著 講談社 1986　「「日本自讃論」では未来は読めない」文庫、「「日本株式会社」批判」社会思想社現代教養文庫
- 『「会社本位主義」をどう超える 新しい企業社会のパラダイム』佐高信、奥村宏共著 東洋経済新報社 1992
- 『日本会社原論』全6巻　佐高信、奥村宏共編 岩波書店 1994
- 『規制緩和という悪夢』グループ二〇〇一共著 文芸春秋 1995　のち文庫
- 『大震災復興への警鐘』鎌田慧共著 岩波書店 同時代ライブラリー 1995
- 『経済学は誰のためにあるのか 市場原理至上主義批判』編 岩波書店 1997
- 『現代日本文化論4　仕事の創造』河合隼雄共同編集 岩波書店 1997
- 『規制緩和 何をもたらすか』ジェーン・ケルシー、大脇雅子、中野麻美共著 岩波ブックレット 1998
- 『斎藤茂男 ジャーナリズムの可能性』筑紫哲也、原寿雄共編 共同通信社 2001
- 『誰のための改革か』編 岩波書店 2002
- 『「人間復興」の経済を目指して』城山三郎共著 朝日新聞社 2002　のち文庫
- 『ラテン・アメリカは警告する 「構造改革」日本の未来』佐野誠共編 新評論 2005 シリーズ<「失われた10年」を超えて-ラテン・アメリカの教訓>
- 『城山三郎命の旅』佐高信共編 講談社 2007
- 『始まっている未来 新しい経済学は可能か』宇沢弘文共著 岩波書店 2009
- 『大震災のなかで 私たちは何をすべきか』編 岩波新書 2011
- 『取り返しのつかないものを、取り返すために 大震災と井上ひさし』大江健三郎、なだいなだ、小森陽一共著 岩波ブックレット 2011